# Чекалин, Григорий Александрович
Григорий Александрович Чекалин (род. 26 декабря 1982, Можайск, Московская область) — заместитель прокурора, юрист 2-го класса, известен своим открытым обращением к президенту со свидетельством о фальсификации материалов уголовного дела, заключённый по обвинению в лжесвидетельстве.

## Биография
Чекалин родился 26 декабря 1982 года в Можайске в многодетной семье. В 1999 году окончил среднюю школу и поступил на прокурорско-следственный факультет Санкт-Петербургского юридического института. Окончил его в 2004 году.
В октябре 2003 года Григорий Чекалин получил должность старшего следователя прокуратуры Ухты Республики Коми. Через три года получил должность следователя по особо важным делам, а в апреле 2007 года — заместителя прокурора города Ухты.
3 ноября 2007 года Григорию Чекалину вручили премию правозащитного движения «Сопротивление» и телекомпании «НТВ» «Выбор» за гражданское мужество в противостоянии преступности.
4 декабря 2007 года Чекалин выступил в суде  с показаниями по уголовному делу о поджоге торгового центра «Пассаж». В показаниях он утверждал, что материалы уголовного дела фальсифицированы, а подсудимые невиновны. В апреле 2008 года по собственному желанию уволился. В 2008 году Чекалин стал директором юридической фирмы «Правеж».
В октябре 2009 года в отношении Чекалина возбудили уголовное дело по статье 307 УК РФ.
12 ноября 2009 года Чекалин выступил с обращением к президенту России Дмитрию Медведеву в видеоролике, выложенном на YouTube. В обращении Григорий Чекалин говорил о нарушениях в ходе дела о ТЦ «Пассаж», из-за которых к пожизненному заключению были приговорены невиновные Коростелев и Пулялин.
1 февраля 2010 года Чекалин был арестован по обвинению по ст. 307 ч. 2 УК РФ, 4 февраля был освобождён под залог. 18 февраля дело Чекалина направили в суд. В июле 2010 года оно было принято к рассмотрению, а в августе Чекалина заключили под домашний арест. 3 декабря 2010 года Сыктывкарский городской суд Республики Коми признал Григорий Чекалина виновным в даче ложных показаний. По решению суда Чекалин приговорён к 1 году 6 месяцам лишения свободы с отбыванием наказания в колонии-поселении.
15 февраля 2011 года Верховный суд республики Коми отклонил кассационную жалобу и оставил приговор в силе. 2 марта 2011 года Григорий был направлен в колонию-поселение в Республике Коми.
10 июля 2012 года Григорий Чекалин был условно-досрочно освобождён.

## Хронология в ссылках
- Алексей Корчма. Сфабрикованное дело. Вести.ру. 29.06.2008.
- Поджигатели «Пассажа» в Ухте приговорены к пожизненному заключению. Вести.ру. 19.06.2009.
- Задержан экс-зампрокурора Ухты, который выступил с видеообращением к президенту. Закс.ру. 1 февраля 2010.
- Прокурор-правдоруб арестован вслед за майором Дымовским. GZT.RU. 01.02.2010
- Правдолюб должен сидеть в тюрьме? Московский Комсомолец № 25269 от 3 февраля 2010 г.
- Бывший зампрокурора Ухты Григорий Чекалин, арестованный в Москве, выйдет под залог в Сыктывкаре. NEWSru.com. 3 февраля 2010.
- По делу экс-зампрокурора Ухты Григория Чекалкина утверждено обвинительное заключение. Новый Регион. 03.02.10.
- Уголовное дело по обвинению Григория Чекалина рассмотрит Сыктывкарский суд. ИА КОМИИНФОРМ. 27 мая 2010
- Экс-чекисты признали неувязки в деле о поджоге ухтинского «Пассажа». БНКОми. 03.08.2010.
- Ростислав Богушевский. Арестован прокурор Чекалин, обратившийся с видеообращением к президенту. Новая газета. 11.08.2010
- Григорий Чекалин задержан по обвинению в мошенничестве. Новости Коми. 07.08.10
- Игорь Зубов. Бывший зампрокурора города Ухты объявил голодовку в изоляторе (недоступная ссылка). МR7. 9 августа 2010.
- Григорий Чекалин. За что я голодаю. Блог. 09.08.2010.
- Григорий Чекалин посидит под домашним арестом у тещи. БНКОми. 10.08.2010.
- Ярослава Пархачева. Григорий Чекалин прекратил голодовку. ИА КОМИИНФОРМ. 13 августа 2010
- Экс-майор МВД по Коми Михаил Евсеев арестован. БНКОми. 27.08.2010.
- Михаил Евсеев признал, что на него давили, чтобы он не свидетельствовал по делу Чекалина. БНКОми. 12.10.2010.
- Ярослава Пархачева. Экс-начальник УФСБ по Коми Николай Пиюков подтвердил факт фальсификации в деле о поджоге «Пассажа». ИА КОМИИНФОРМ. 21 октября 2010
- Виталий Шахов. Правосудие у закрытой двери: о деле зам. прокурора Ухты. Красное знамя, 26.10.2010.
- Бывшего зампрокурора Ухты требуют приговорить к четырём годам лишения свободы за лжесвидетельство. «Газета. Ru». 26.10.2010
- Месть в синем мундире. Новая газета. 31.10.2010.
- Виталий Шахов. Дикий абсурд или абсурдная дикость?. Газета «Красное знамя». 12 ноября 2010
- Михаил Евсеев: «Фактически меня судили за мое видеообращение» (недоступная ссылка). 7x7-journal.ru. 17 Ноября 2010.
- Последнее слово Григория Чекалина. NewTimes.ru. 23.11.2010
- Игорь Зубов. Следователь отпустил Чекалина в прорубь (недоступная ссылка). МR7. 19 января 2011.
- Григорий Александрович Чекалин. Союз солидарности с политзаключёнными. 3.03.2011.